# Waldenburg (Arkansas)
Waldenburg is een town in de Amerikaanse staat Arkansas. De oppervlakte van het dorp bedraagt 0,4 km².

## Gegevens
Bij de volkstelling van 2000 waren er 80 inwoners, 33 huishoudens en 20 families aanwezig in de plaats. De bevolkingsdichtheid was 220 inwoners/km².
Er waren 33 huishoudens waarvan 27% kinderen onder de leeftijd van 18 jaar in huis hadden, 50% van de inwoners waren gehuwde mensen.

## Plaatsen in de nabije omgeving
De onderstaande figuur toont nabijgelegen plaatsen in een straal van 24 km rond Waldenburg.